# フリーズ (建築)

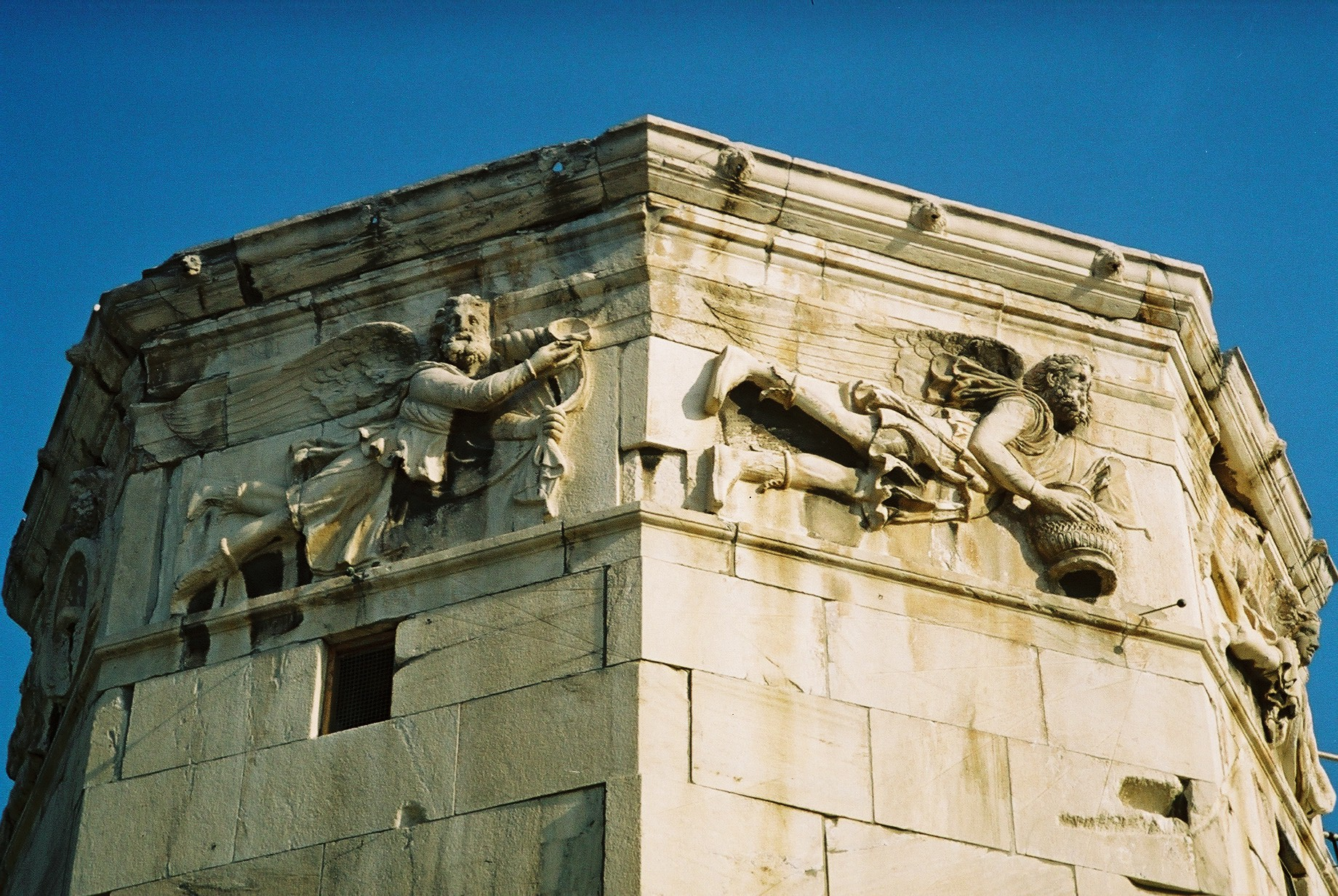
風の塔のフリーズ。アテネ

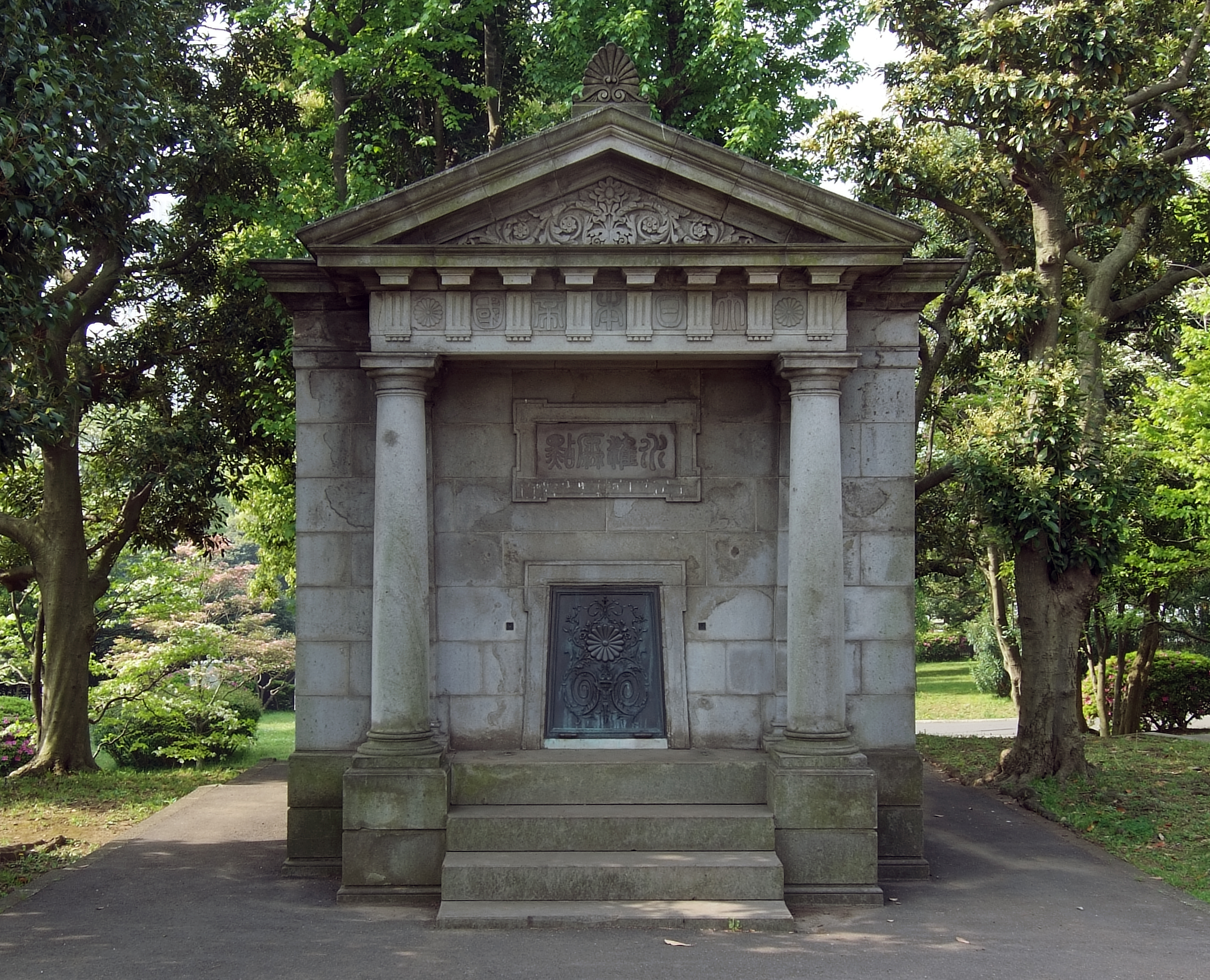
日本水準原点標庫での篆書体のフリーズ

フリーズとは、建築用語で、エンタブラチュアの中央の、幅広い部分を指す。
簡素なものもあれば、イオニア式、コリント式のレリーフで装飾されているものもある。
円柱の壁ではフリーズの位置は、アーキトレーブより上、コーニスのモールディングより下部になる。
内装ではフリーズは、ピクチャーレールより上、冠モールディングやコーニスより下の壁部分を指す。
広義では、フリーズは絵画や彫刻、カリグラフィー等で装飾された、横に伸びた部分を言い、上記の位置か、通常は目線より上に位置する。
フリーズの装飾は、支柱によりいくつかのパネルに分かれて、連続した場面を表していることもある。
こういった装飾は、漆喰や木彫その他の装飾形式による。

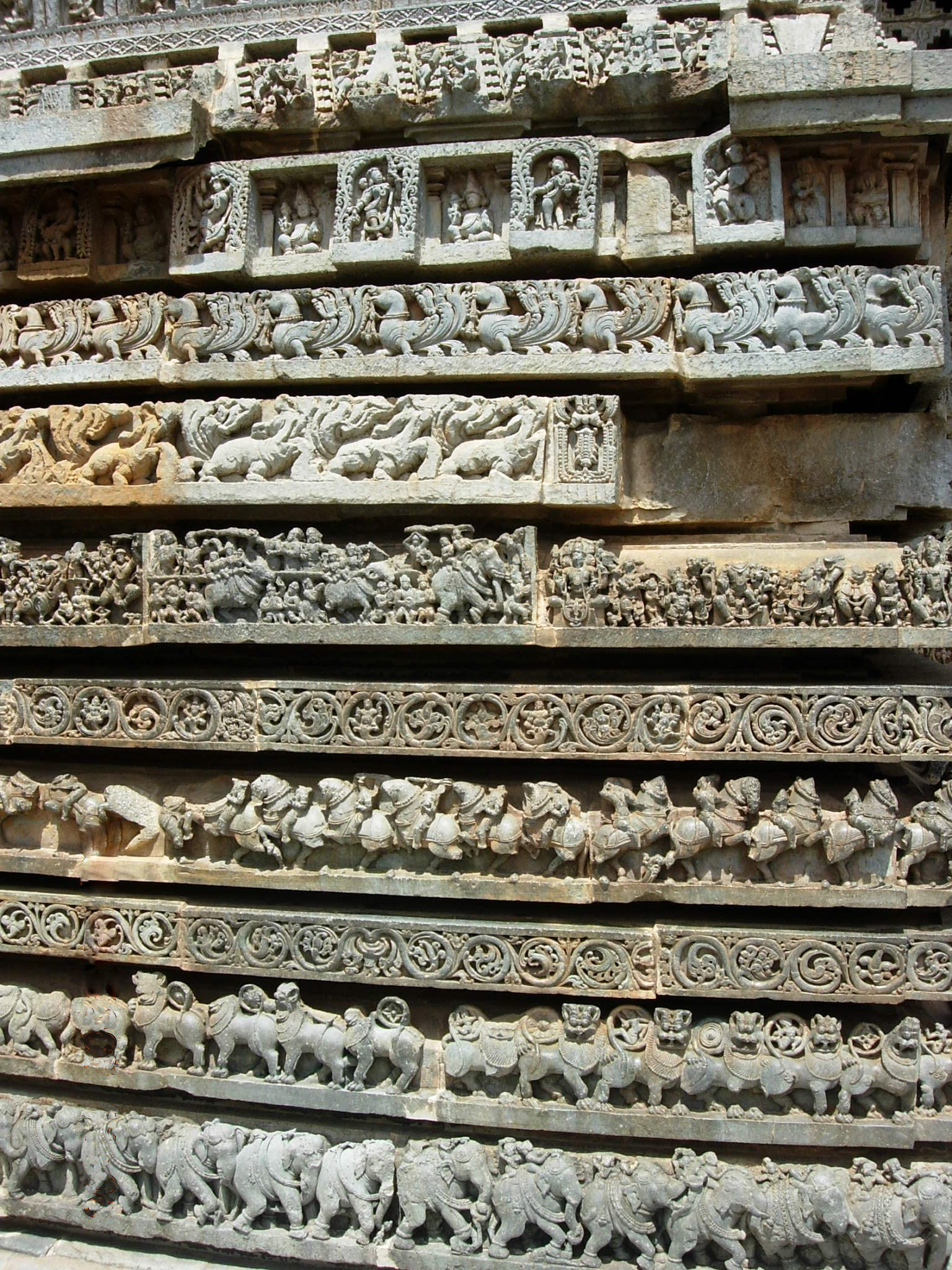
動物、神話のエピソードに基づくホイサレーシュワラ寺院のフリーズ。インド。

建築構造上、フリーズが建物正面にある例としては、アテネの古代ローマ時代のアゴラにある、八角形の風の塔が挙げられる。
風の塔のフリーズには、8人のアネモイ（風神）のレリーフ彫刻が刻まれている。
パルヴィノ（pulvino）は、断面図では凸部になる。
こういったフリーズは17世紀、北部マニエリスムによく見られ、特に補助的なフリーズや、内装、家具などに多い。

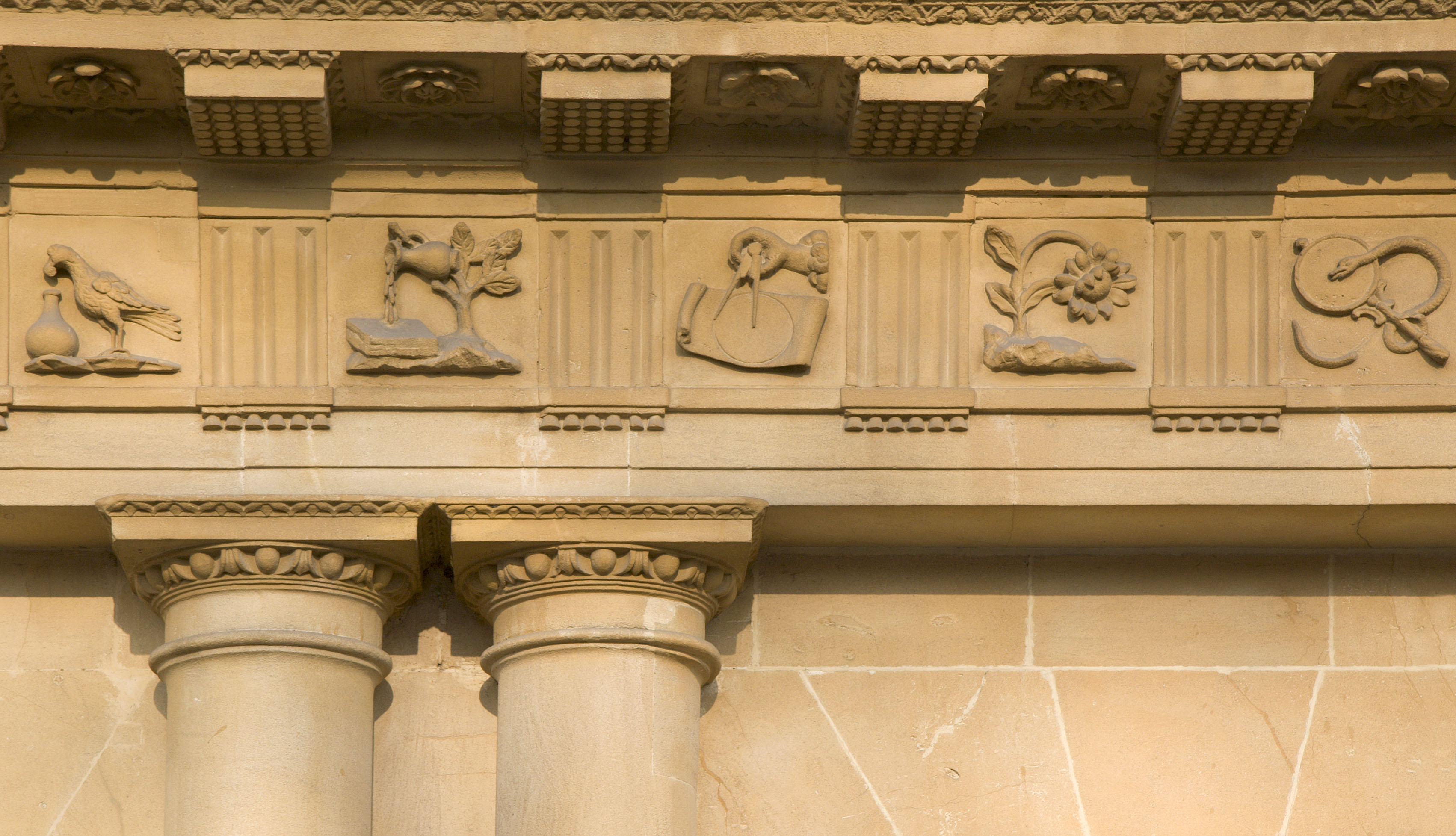
イギリス、バースのザ・サーカス。トリグリュフォス（トリグリフ）と装飾的な紋章が交互に現れている。建築家ジョン・ウッドによる。

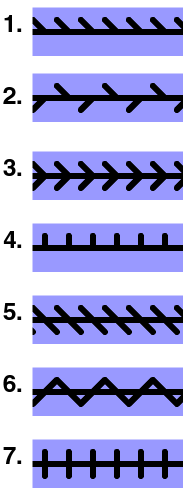
フリーズ・パターンの例

数学では、フリーズ・パターンを数学的に構成するにあたってフリーズの概念が一般化された。